# テングサ
テングサ（天草）は、紅藻類テングサ科 Gelidiaceae の海藻で心太、寒天の原料になるものの総称。石花菜（せっかさい）とも呼ぶ。

## 歴史
古くから交易の品物として取り扱われ、延喜式には、「大凝菜卅」（オゴノリ）という名で記載されていた。また、万葉言葉の残る地域では「てぐさ」と呼ばれている。

## 用途
赤紫色をしているが、水にさらし、天日乾燥させることを4、5回繰り返し、退色して白色になり、それを乾燥させたものを利用する。江戸時代の伊豆地方では肥料としても用いられてきたが、1822年、伊豆の代官が肥料への使用を禁止したため、食用のみに用いられるようになったと伝えられる 。現代では寒天や心太（ところてん）の原料とするほか、寒天質は菌類や細胞などを培養するために使われる培地（寒天培地）のもっとも基本的な素材である。

## 種類
下記に掲げる分類のほか、シマテングサをシマテングサ科（Gelidiellaceae）としたり、オバクサをオバクサ科（Pterocladiaceae）とするものもある。
- ユイキリ属 Acanthopeltis
  - ユイキリ Acanthopeltis japonica
- シマテングサ属 Gelidiella
  - シマテングサ Gelidiella acerosa
- ヒメテングサ属 Gelidiophycus
  - ヒメテングサ Gelidium freshwateri
- テングサ属 Gelidium
  - マクサ Gelidium elegans　最も一般的なテングサ
  - オニクサ Gelidium japonicum
  - キヌクサ Gelidium linoides
  - オオブサ Gelidium pacificum
  - ナンブグサ Gelidium subfastigiatum
  - コヒラ Gelidium tenue
  - ヨレクサ Gelidium vagum
  - コブサ Gelidium yamadae
- オバクサ属 Pterocladiella
  - オバクサ Pterocladiella tenuis
- ヒラクサ属 Ptilophora
  - ヒラクサ Ptilophora subcostata